# توماس تيت توبين
توماس تيت توبين (بالإنجليزية: Thomas Tate Tobin)‏ هو مستكشف أمريكي، ولد في 1 مايو 1823 في سانت لويس في الولايات المتحدة، وتوفي في 1904.